# Comuna Velîka Sușîțea, Starîi Sambir
Velîka Sușîțea (în ucraineană Велика Сушиця) este o comună în raionul Starîi Sambir, regiunea Liov, Ucraina, formată din satele Bunkovîci, Velîka Sușîțea (reședința) și Zaricicea.

## Demografie
Componența lingvistică a comunei Velîka Sușîțea
     Ucraineană (99,45%)
     Alte limbi (0,4%)
Conform recensământului din 2001, majoritatea populației comunei Velîka Sușîțea era vorbitoare de ucraineană (99,45%), existând în minoritate și vorbitori de alte limbi.